# Droga krajowa nr 202 (Kostaryka)
Droga krajowa nr 202 (hiszp. Ruta Nacional Secundaria 202/Ruta 202) – jedna z dróg krajowych w Kostaryce. Znajduje się ona w prowincjach San José i Cartago.

## Opis
W prowincji San José droga krajowa nr 202 przebiega przez kanton Montes de Oca (przez dystrykty San Pedro, Sabanilla, Mercedes i San Rafael).
W prowincji Cartago droga przebiega przez kanton La Unión (przez dystrykt Tres Ríos, Concepción, Dulce Nombre i San Ramón).